# Shifa Gardi
Shifa Zikri Ibrahim, més coneguda com a Shifa Gardi, (Iran, 1 de juliol de 1986 - Mossul, 25 de febrer de 2017) fou una periodista kurda d'origen iranià, morta durant la batalla de Mossul (2016-2017).

## Trajectòria i mort
Nascuda l'1 de juliol de 1986 en un camp de refugiats a l'Iran, filla de refugiats kurds, estudià a la Universitat Salahaddin d'Arbela, es llicencià en Comunicació el 2006 i treballà per a l'agència Rudaw Media Network des de la seva fundació. En aquest mitjà treballà com a periodista kurda a l'Iraq i com a presentadora en llengua kurda per a Rudaw TV. Més tard es convertí en presentadora de segments a Rudaw, cobrint el programa Focus Mosul, que començà a dirigir quan es posà en marxa l'operació per expulsar Estat Islàmic de l'Iraq l'octubre de 2016. Sovint informà des de la primera línia de guerra contra Estat Islàmic, fet que la convertí en popular. Posteriorment, també fou presentadora del programa Focus Mosul.
Gardi morí el 25 de febrer de 2017, en l'explosió d'una bomba que també ferí el càmera Iunis Mustafa, una hora després de llur darrera connexió al front de la batalla de Mossul. Quatre dies abans, Gardi salvà un conill en estat de malnutrició i planejà cuidar-lo fins que poguera donar-lo a un refugi d'animals.

### Reaccions
El primer ministre iraquià Haider al-Abadi digué: «Estem decidits a perseguir el terrorisme que intenta matar els nostres fills i els nostres ciutadans a tot arreu». Per la seva banda, Ako Mohamm, directora executiva de Rudaw, manifestà: «Estem tristos per la mort de la Shifa. El seu lloc seguirà sent insubstituïble a Rudaw, però sempre romandrà al nostre cor». Brett H. McGurk, un enviat presidencial especial dels Estats Units implicat en la lluita contra el terrorisme, expressà: «Ella era tot el que tem ISIS: una periodista que exposa les seves mentides». Així mateix, el viceprimer ministre kurd, Qubad Talabani, digué: «Ella s'uneix a una llista de persones insubstituïbles perdudes en aquesta guerra».
D'acord amb el Comitè per a la Protecció dels Periodistes, Gardi fou la 179a persona víctima d'assassinat a l'Iraq des de 1992, fruit de la seva activitat professional com a periodista, la gran majoria havent-ho estat després de la caiguda del poder de Saddam Hussein.